# Lake Undine
Der Lake Undine ist ein See im Südwesten des australischen Bundesstaates Tasmanien. 
Der See liegt am Oberlauf des Franklin River, unterhalb des Gell Mountain in der Cheyne Range. Das Gebiet befindet sich in der Südostecke des Cradle-Mountain-Lake-St.-Clair-Nationalparks, rund zwölf Kilometer westlich von Derwent Bridge.